# Robert Nikolajevitsj Viren

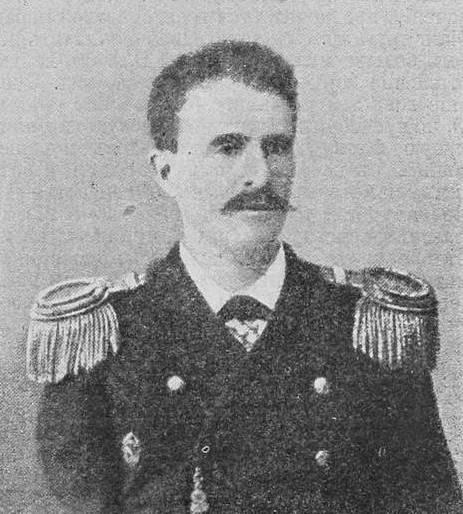
Robert Nikolajevitsj Viren

Robert Nikolajevitsj Viren (Russisch: Роберт Николаевич Вирен), (Novgorod, 25 december 1856 – Kronstadt, 14 maart 1917) was een Russisch admiraal die vocht in de Russisch-Japanse Oorlog en vermoord werd tijdens de Russische Revolutie.

## Zeekadet
Viren studeerde in 1873 af aan het korps zeekadetten. In 1876 werd hij onderofficier. In 1876 studeerde hij af aan de Marineacademie.

## Schepen
Hij voer op de pantserkruiser Pjotr Veliki in 1877 en op de klipper Dzjigit in 1877. Op 4 december 1878 voer hij op de Tsemerija, dan op de Jazoe van 1878 tot 1879. Van 1879 tot 1883 voerde hij het bevel op de klipper Tyran. Hij voer op het kustverdedigingsschip Admiral Spiridov in 1888, op de kruiser Pjotr Veliki van 1885 tot 1887. Van 1888 tot 1891 diende hij op het fregat Admiral Kornilov. Op 17  april 1894 kreeg hij het bevel over de kanonneerboot Posadnik en in 1900 over de kustkruiser Sagittaire. Op 6 december 1901 kreeg hij het bevel over de kruiser Bajan.

## Gewond te Port Arthur
In 1904 werd Robert Viren schout-bij-nacht en kreeg hij het bevel over de pantserkruisers te  Port Arthur. Hij liet de kanonnen van de oorlogsschepen die in de haven voor anker lagen demonteren om ze voor de verdediging op het land in te zetten. Bij de inname van Port Arthur werd hij aan de rug en de benen gewond door Japanse obussen. Hij werd krijgsgevangen genomen.

## Vermoord te Kronstadt
Bij zijn vrijlating in 1906 werd hij commandant van de Zwarte Zeevloot. In 1909 werd Robert Viren bevelhebber van de marinehaven Kronstadt. Robert Viren stierf samen met andere officieren nabij het standbeeld van Stepan Makarov door stoten met een bajonet door een menigte revolutionairen.